# 克羅班巴區
14°41′38″S 74°07′27″W / 14.69389°S 74.12417°W
克羅班巴區（西班牙語：Distrito de Querobamba），是秘魯的一個區，位於該國中南部阿亞庫喬大區的蘇克雷省，面積275.7平方公里，海拔高度3,502米，2005年人口2,737，人口密度每平方公里9.9人。